# Löwendenkmal (Remscheid)

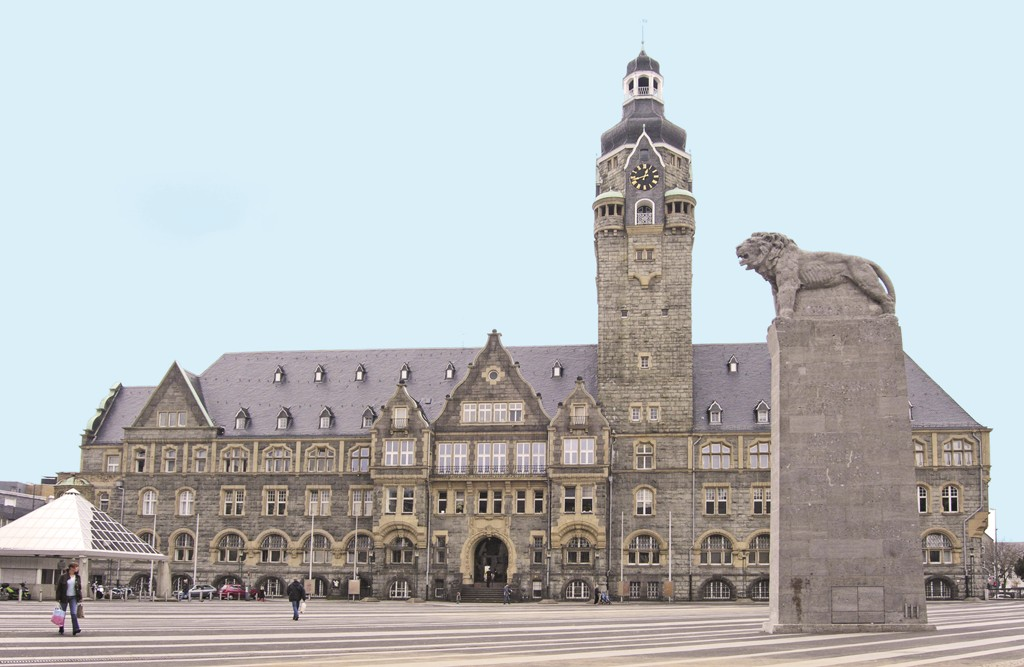
Theodor-Heuss-Platz mit Rathaus und Löwendenkmal

Das Löwendenkmal auf dem Theodor-Heuss-Platz in Remscheid ist ein 1939 eingeweihtes Denkmal, das den Bergischen Löwen darstellen soll und als eines der Wahrzeichen der Stadt gilt.

## Lage und Architektur

Zum Vergleich: Darstellung des Löwen als Wappentier des Herzogtums Berg

Das Denkmal steht auf dem Theodor-Heuss-Platz vor dem Rathaus Remscheid. Auf der 13,5 Meter hohen Stele aus Muschelkalk steht die Skulptur eines Löwen. Eine in die Oberfläche der Stele eingelassene Inschrift lautet „Wappentier des Bergischen Landes seit 1225“. Die frei aus dem Stein gemeißelte, über dreieinhalb Meter hohe Löwenskulptur weicht von üblichen Darstellungen des Bergischen Löwen ab; so steht er nicht aufrecht und es fehlt der ihm typische Doppelschweif. In seinem monumentalen Erscheinungsbild entspricht das Denkmal dem Stil der Skulpturen der Zeit des Nationalsozialismus.

## Geschichte

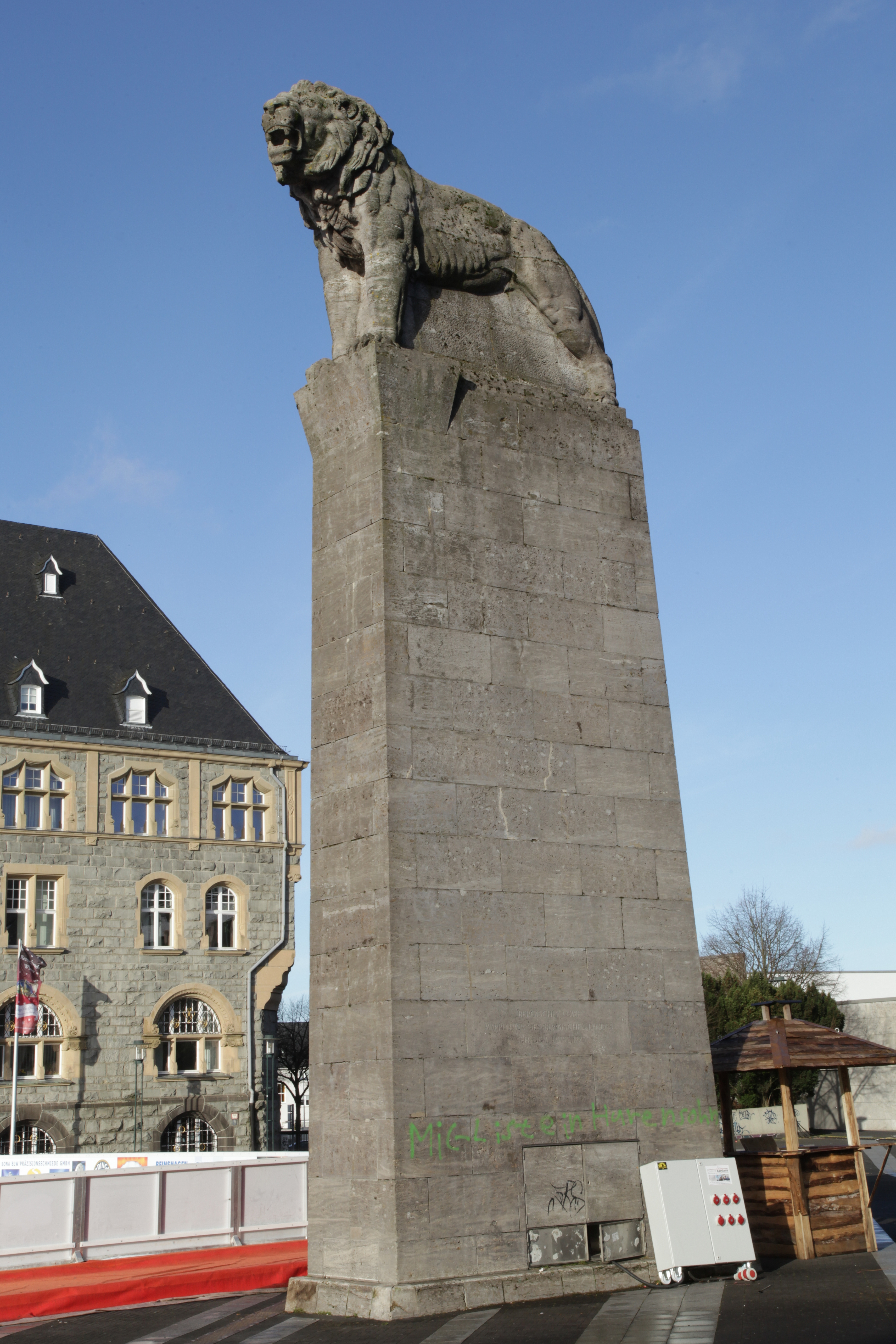
Löwendenkmal

Das Denkmal wurde auf Anregung von Oberbürgermeister Walther Hartmann im Auftrag des Remscheider Stadtrats vom Kölner Bildhauer Willy Meller geschaffen und am 1. Mai 1939 vor 27.000 Parteimitgliedern der NSDAP-Ortsgruppen bei einer Kundgebung mit Fahnenweihe feierlich enthüllt. Das damals Adolf Hitler gewidmete Denkmal trug die Inschrift „Dem Schöpfer des Großdeutschen Reiches in Dankbarkeit“. Den Zweiten Weltkrieg und den verheerenden Luftangriff vom 30. auf den 31. Juli 1943 überstand das Denkmal unbeschadet.
Nach Kriegsende wurde die Inschrift entfernt. Bei der Neugestaltung des Rathausplatzes 1966 blieb das Löwendenkmal an seinem Standort. Im Dezember 1986 wurde es unter Denkmalschutz gestellt. Im Zuge seiner Sanierung 2019 kamen Forderungen auf, auf einer Informationstafel an die Ursprünge des Denkmals zu erinnern.
2025 entschieden die Gremien der Stadt, dass eine neue Infotafel angebracht wird. Diese soll die Geschichte des Denkmals historisch korrekter einordnen. Folgender Text wurde verabredet:

„Das Denkmal wurde von Willi Meller (1887-1974) im Jahre 1939 – inmitten der nationalsozialistischen Gewaltherrschaft – mit der Widmung ‚Dem Schöpfer des Großdeutschen Reiches 1. Mai 1939‘ gestaltet. Im Zuge der Umbenennung des Rathausplatzes nach dem ersten Bundespräsidenten Theodor Heuss wurde 1966 die Inschrift ‚Wappentier des Bergischen Landes seit 1225‘ hinzugefügt. Diese Bezeichnung ist irreführend, da das Denkmal nicht das tatsächliche Wappentier des Bergisches Landes, einen stehenden Limburgischen Löwen, zeigt. In der Bevölkerung ist er heute als ‚Remscheider Löwe‘ bekannt und wird nun als Symbol für eine weltoffene und tolerante Stadtgesellschaft angesehen.“